# 제4산악사단 (독일 국방군)

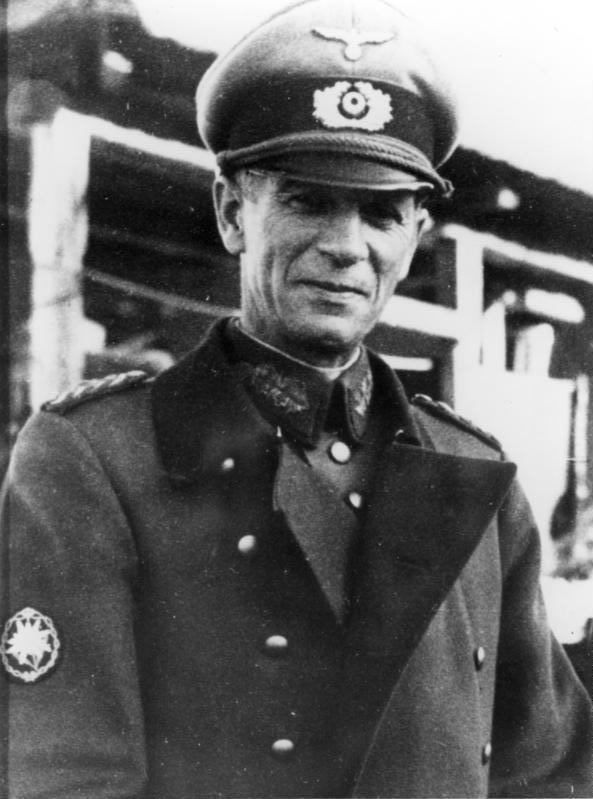
프리드리히 브레히트 중장, 제4산악사단 지휘관

제4산악사단 엔치안(4. Gebirgs-Division Enzian)은 1940년 10월에 창설된 사단이다. 제4산악사단은 창설후 발칸 전구에 참여했으며 후에 바르바로사 작전 개시 이후 남부집단군에 합류한다. 1942년 A 집단군 소속으로 캅카스를 점령이 목적인 에델바이스 작전에 참여했으나 작전이 실패하고 쿠반 교두보, 크림반도, 서부 우크라이나, 헝가리, 그리고 마지막으로 슬로바키아까지 소련군의 공세에 의해 밀렸다. 제4산악사단은 1945년 5월에 전쟁이 끝나자 체코의 올로모츠 근방에서 소련군에게 항복했다. 별명 "엔치안"은 용담이라는 뜻이다. 
전쟁도중 사단 일원 33명이 철십자장을 수여받았으며 2명은 기사십자 철십자장을 수여받았다.

## 역대 지휘관
- 칼 에글시어 중장, 1940년 10월 23일 - 1941년 10월 1일
- 칼 윈터게르트 대령, 1941년 10월 1일 - 1941년 11월
- 칼 에글시어 중장, 1941년 11월 - 1942년 10월 22일
- 헤르만 크레스 중장, 1942년 10월 23일 - 1943년 8월 11일 (크레스 중장은 1943년 8월 11일 쿠반 교두보 노보시비르시크 근처에서 소비에트 연방의 저격수에게 저격 당했다)
- 율리우스 브론 중장, 1943년 8월 13일 - 1944년 6월 6일
- 칼 얀크 대령, 1944년 6월 6일 - 1944년 7월 1일
- 프리드리히 브레히트 중장, 1944년 7월 1일 - 1945년 2월 23일
- 로버트 바더 대령, 1945년 2월 23일 - 1945년 4월 6일
- 프리드리히 브레히트 중장, 1945년 4월 6일 - 1945년 5월 8일

## 부대 편제
- 제13산악엽병연대
- 제91산악엽병연대
- 제94산악포병연대
- 제94대전차중대
- 제94산악공병대대
- 제94수색분견대
- 제94통신분견대
- 제94산악엽병대대
- 제94사단부대

## 같이 보기
- 동부 전선
- 제2차 세계 대전의 독일군 사단 목록
- 독일 국방군 육군